# 12620 Simaqian
12620 Simaqian eller 6335 P-L är en asteroid i huvudbältet som upptäcktes den 24 september 1960 av den nederländsk-amerikanske astronomen Tom Gehrels och det nederländska astronomparet Ingrid van Houten-Groeneveld och Cornelis Johannes van Houten vid Palomarobservatoriet. Den är uppkallad efter den kinesiske historikern Sima Qian.
Den tillhör asteroidgruppen Themis.